# Cylindromyia agnieszkae
Cylindromyia agnieszkae är en tvåvingeart som beskrevs av Kolomiets 1977. Cylindromyia agnieszkae ingår i släktet Cylindromyia och familjen parasitflugor. Inga underarter finns listade i Catalogue of Life.